# Réserve naturelle de Knerten
La réserve naturelle de Knerten  est une réserve naturelle norvégienne qui est située dans le municipalité de Nesodden, dans le comté d'Akershus.

## Description
La réserve naturelle comprend la petite île de Knerten avec la zone maritime environnante, dans le groupe d'îles de Steilene dans la municipalité de Nesodden. Le socle rocheux est composé de couches de calcaire et de schiste de l' Ordovicien. Le point culminant de l'île se situe à la pointe nord, à 8,0 m .
Le but de la conservation de la réserve naturelle est de préserver le cadre de vie de la vie végétale et animale, notamment du point de vue des oiseaux marins et de leurs lieux de nidification. L'île est depuis longtemps un site de nidification important pour le goéland argenté et le goéland marin. Au cours des dernières années, il y a aussi l'eider à duvet et la bernache nonnette.
Les règlements de conservation stipulent que la réserve comprend l'île de Knerten et les zones maritimes adjacentes à une distance d'environ 50 m du rivage. Il existe une interdiction de circulation sur l'ensemble de cette zone du 15 avril au 15 juillet inclus.

## Galerie

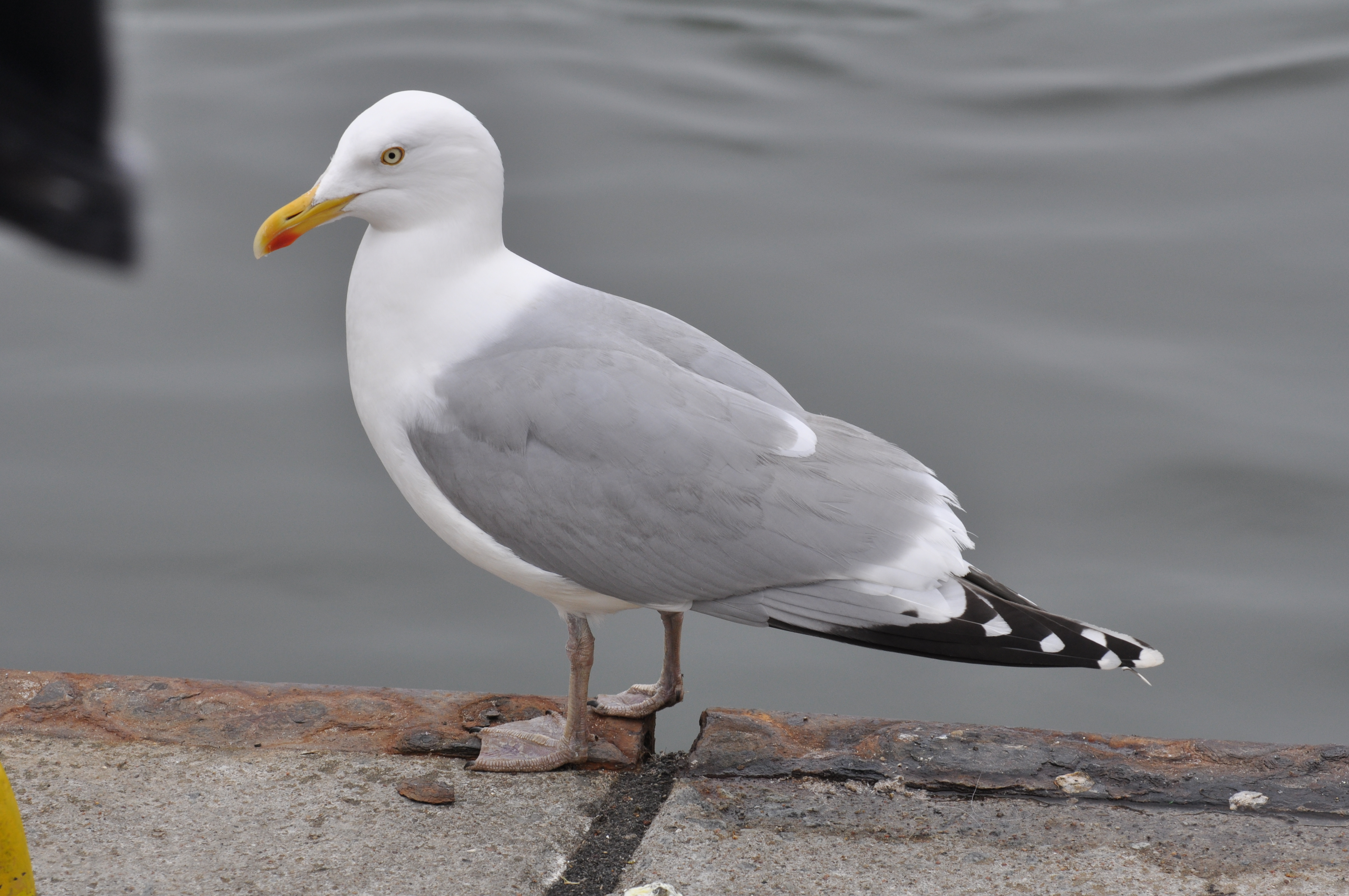
Goéland argenté
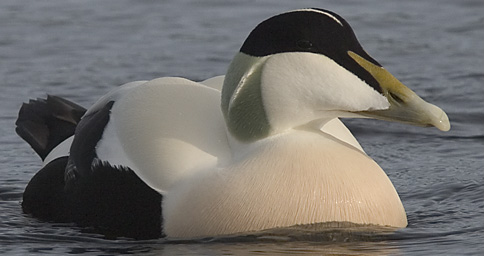
Eider à duvet
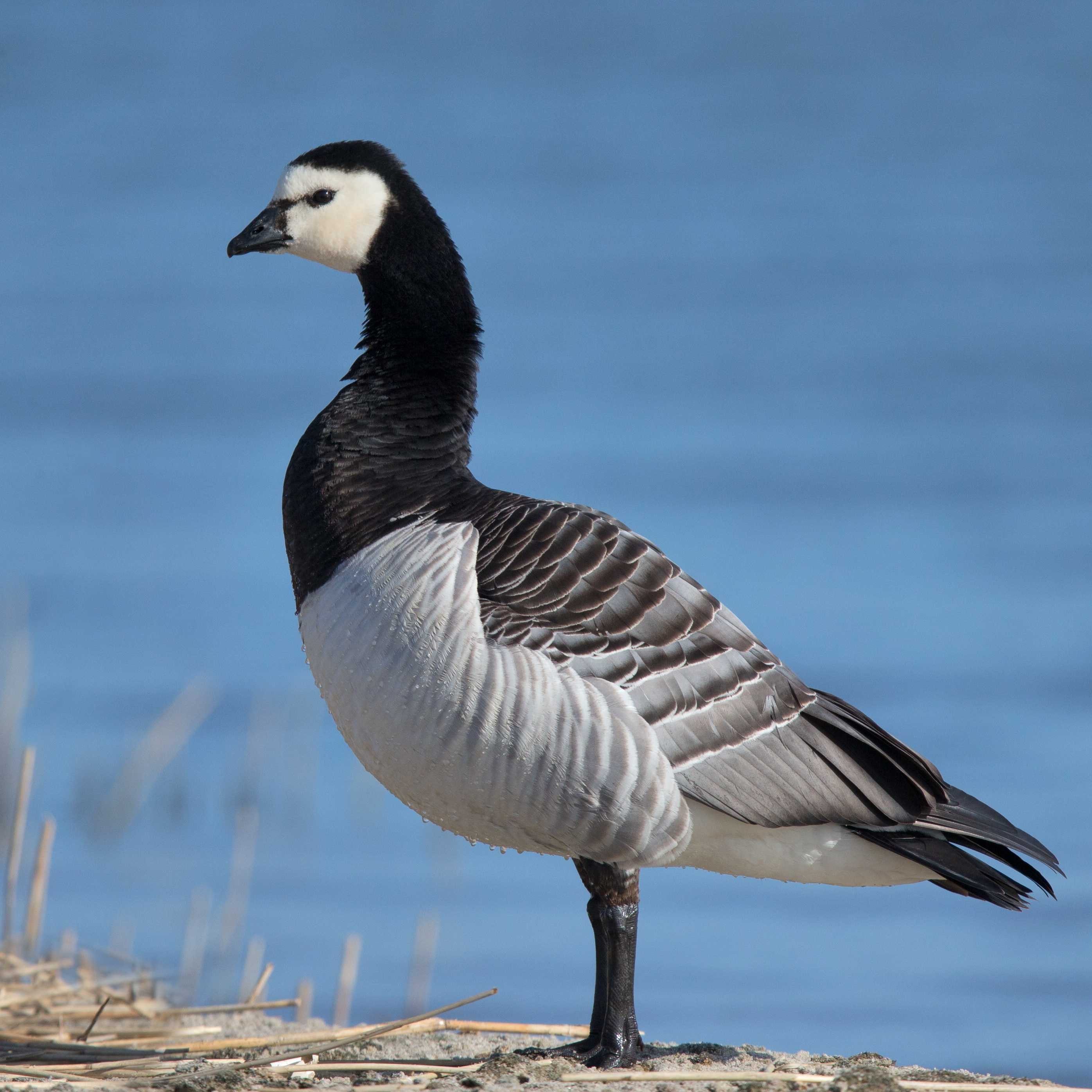
Bernache nonnette